# Alectoris rufa
La perdiz roja (Alectoris rufa) es una especie de ave galliforme de la familia Phasianidae autóctona de Europa sudoccidental. Se extiende por Francia, la península ibérica y el noroeste de la península itálica, además de Córcega y las Baleares. Se ha naturalizado en el sur del Reino Unido, donde fue introducida como especie cinegética. Es sustituida en el sudeste de Europa por su pariente muy similar, la perdiz griega (Alectoris graeca). Coincide en la parte norte de su área de distribución con la perdiz pardilla (Perdix perdix).
La perdiz roja es un ave principalmente terrestre y sedentaria, que forma bandadas fuera de la temporada de reproducción. Se reproduce en planicies abiertas y montes bajos de clima seco, como las tierras de agricultura de secano y áreas abiertas pedregosas donde anida en el suelo. En general se alimenta de semillas y demás materia vegetal, pero los jóvenes en particular gustan de los insectos como un suplemento proteico esencial. Su reclamo es trisilábico (ka-chi-chi).

## Descripción

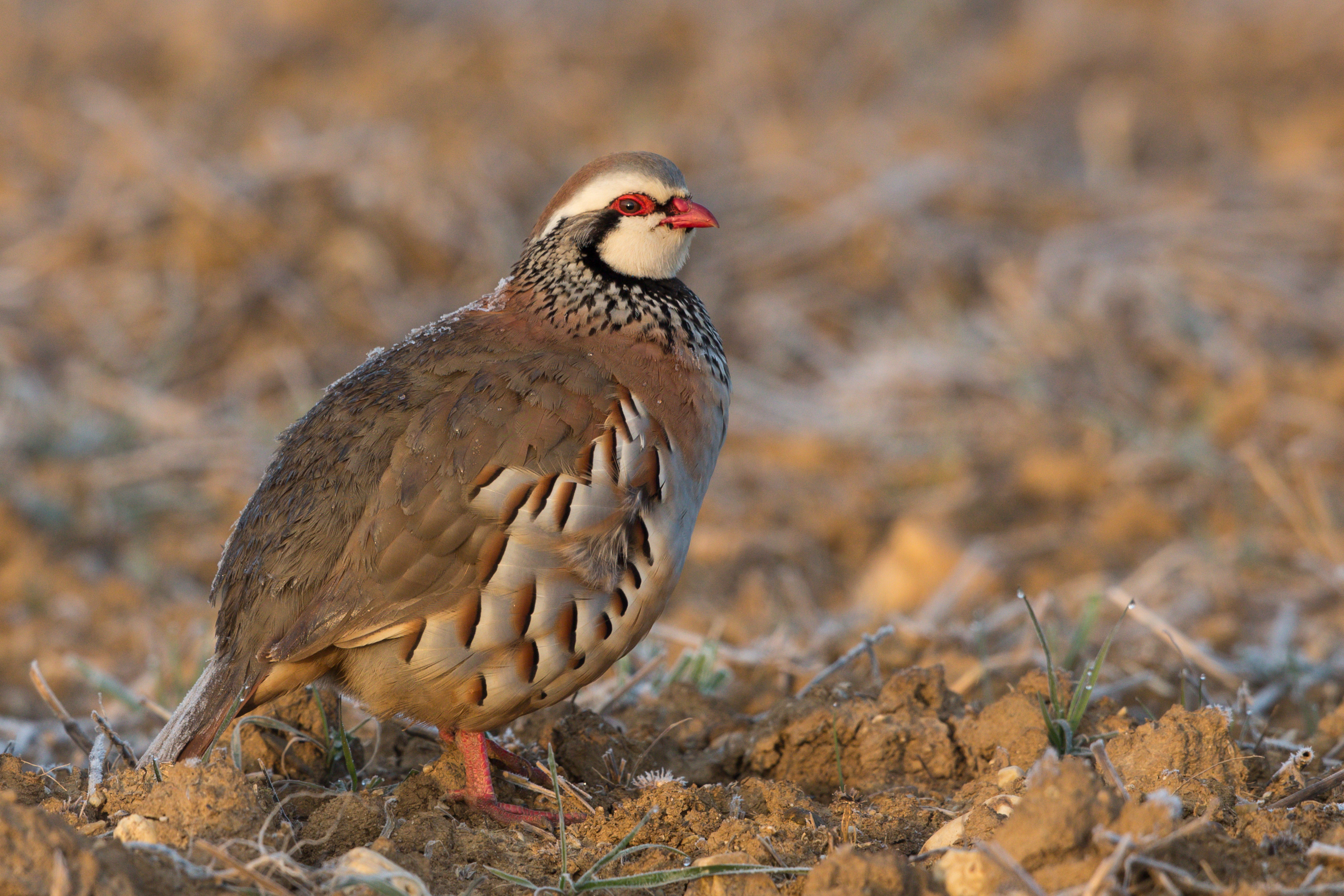
La perdiz roja adulta se caracteriza por el listado de sus flancos, su collar negro y su patas y pico rojos.

La perdiz roja mide entre 34 y 38 cm de longitud y pesa entre 400 y 480 g aproximadamente. Se caracteriza por tener un cuello robusto, la cola corta y un pico ligeramente curvado hacia abajo, de fuerte constitución y de coloración roja intensa, como su anillo ocular. Sus ojos están ligeramente rasgados hacia atrás y presentan un color pardo claro. El plumaje de sus partes superiores es principalmente pardo, con cierto tono rojizo en el manto. Su nuca posee un tono gris vinoso muy subido, con el píleo castaño grisáceo. El resto de la cabeza es blanca surcada por una lista negra que va desde la base del pico cruzando el ojo, y tras él se curva hacia abajo para enmarcar totalmente su garganta blanca a modo de collar. El pecho y la zona superior del abdomen son grises cenizos con tonalidad parda. El extremo inferior del abdomen y la porción inferior de la cola muestran una tonalidad canela rojiza. En la zona de los flancos tiene una tonalidad gris clara, que se ve interrumpida por una serie de franjas transversales, donde se alternan los colores blanco, rojo y castaño, ribeteados por una sutil línea de color negro. Presenta un veteado negro en la parte superior del pecho, de color más intenso, más brillante y de más extensión en los machos. En sus patas rojas se presenta otra característica de dimorfismo sexual, ya que los machos poseen en la parte posterior de los tarsos una excrecencia de naturaleza córnea, llamada espolón (mayor de 8,6 mm). Las hembras, por su parte, carecen de este elemento o lo tienen de menor tamaño (menor de 8,4 mm). En ambos casos, las huellas de la perdiz son bastante características, debido a que el dedo frontal medio posee una longitud casi doble que la de los dos laterales, separados por un ángulo muy semejante, en tanto que el dedo posterior se sitúa en la misma línea que el frontal medio. También ambos sexos se diferencian en la longitud de las alas, mayor a 15,8 cm en el caso de los machos y menor de 15,4 cm en las hembras. Los juveniles son de tonos pardos más grisáceos y sin listas en los flancos, y pueden sexarse a partir de los tres meses de edad, cuando comienza a desarrollarse el espolón en los machos.

### Edad
Pueden reconocerse tres tipos de edades por su aspecto:
- Juveniles: con plumaje pardo en las partes superiores. Partes inferiores de color ocre. Sin franjas en los flancos. Garganta blanca sin borde negro. Pico pardo. Patas de color rojo pálido.

- 1.º año otoño/2.º año primavera: con plumaje de adulto, pero conservando las dos primarias más externas sin cambiar, las cuales tienen una mancha blanca en la punta: en postjuveniles la mancha blanca de las primarias externas puede ser pequeña o estar ausente por desgaste; hay que comprobar la diferencia de tonalidad entre las plumas juveniles retenidas, más claras y desgastadas, así como las mudadas.

- Adultos: con todas las plumas del ala de la misma generación, con las dos primarias más externas de punta redondeada y sin la mancha blanca.

### Muda
La muda postnupcial es completa, y suele finalizar entre octubre y noviembre. La muda postjuvenil es parcial, incluyendo todas las plumas del ave excepto las dos primarias más externas, y suele terminar entre agosto y los primeros días de noviembre.

## Taxonomía
La perdiz roja se clasifica en el género Alectoris, junto a otras perdices de Asia, el sur de Europa y el norte de África. El género Alectoris pertenece a la familia Phasianidae, la familia de los faisanes, perdices, gallos, pavos, codornices y afines. Los fasiánidos a su vez se clasifican en el orden Galliformes, junto a otras cuatro familias de aves terrestres: Megapodiidae (talégalos), Cracidae (chachalacas y pavas americanas), Numididae (pintadas) y Odontophoridae (colines y corcovados). Dentro de la familia Phasianidae, la perdiz roja se encuadra en la subfamilia Perdicinae, que incluye a las perdices, codornices y francolines.
La perdiz roja fue descrita científicamente por Carlos Linneo en 1758, en la décima edición de su obra Systema naturae, con el nombre binomial de Tetrao rufus, que significa «urogallo rojo». Posteriormente fue trasladada al género Alectoris, creado por el naturalista alemán Johann Jakob Kaup en 1829. El nombre del género, Alectoris, es la palabra griega que significa «gallina», mientras que rufa en latín significa «roja».
Se reconocen tres subespecies de perdiz roja:
- A. r. hispanica (Seoane, 1894) - se encuentra en el norte y el oeste de la península ibérica;
- A. r. intercedens (Brehm, 1857) - ocupa el sur y el este de la península ibérica y las islas Baleares;
- A. r. rufa (Linneo, 1758) - se extiende por el sur de Francia, el noroeste de Italia, además de Córcega y Elba.

Sus parientes más cercanos son los miembros de su género que viven en el resto del sur de Europa y Asia: la perdiz griega, la perdiz magna, la perdiz gorginegra y la perdiz chucar.

## Comportamiento

### Alimentación
La perdiz roja es una especie que come principalmente vegetales, y predominan entre estos los cereales cultivados por el hombre, las hojas, las hierbas verdes de los prados y las frutas silvestres, aunque complementan su dieta con insectos y otros pequeños invertebrados. Por otra parte, la perdiz roja suele encontrarse con cierta regularidad en las cercanías de las fuentes de agua, charcas y arroyos, ya que necesita beber todos los días.

### Reproducción

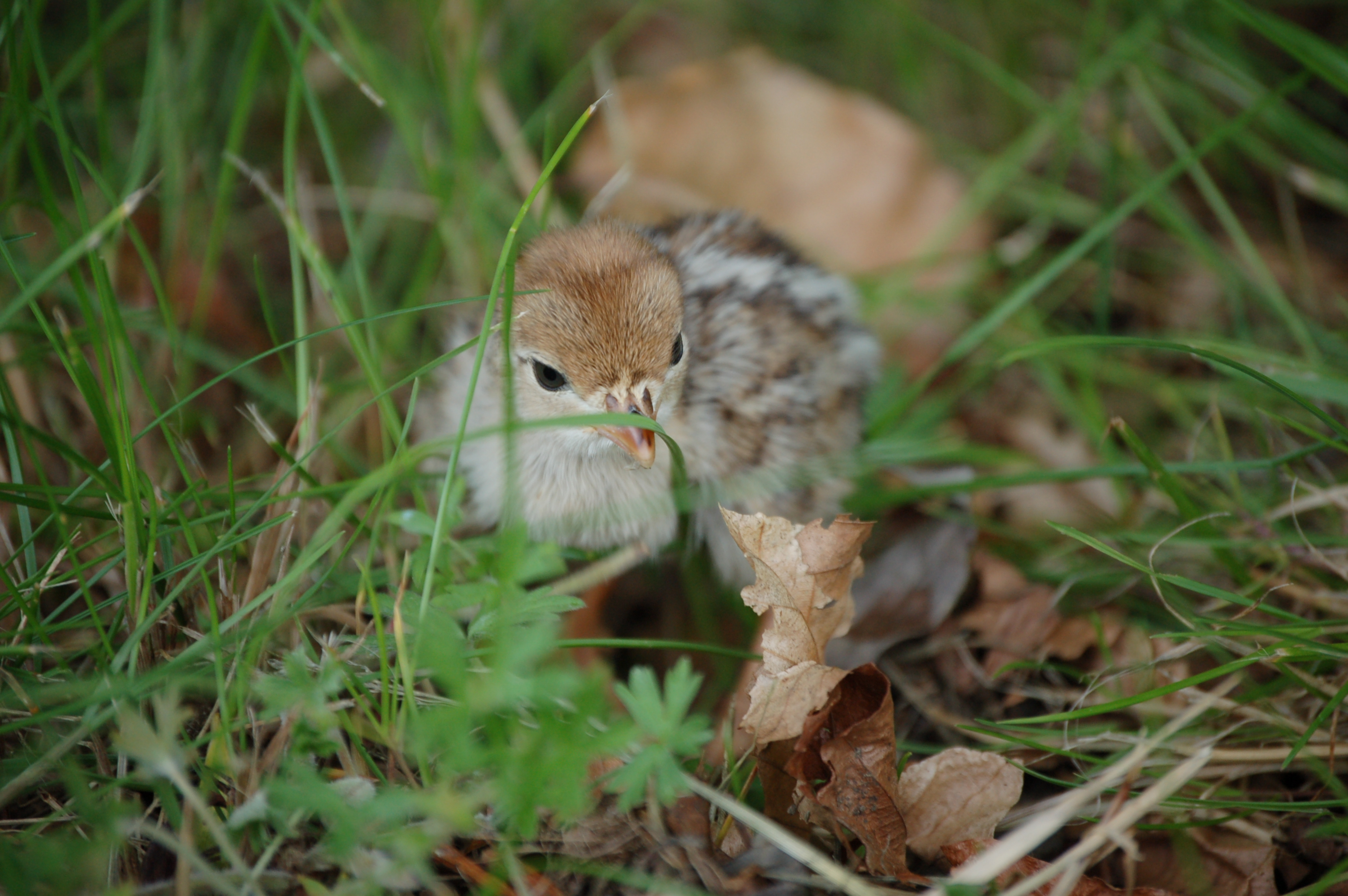
Polluelo de perdiz roja de unos días de vida.

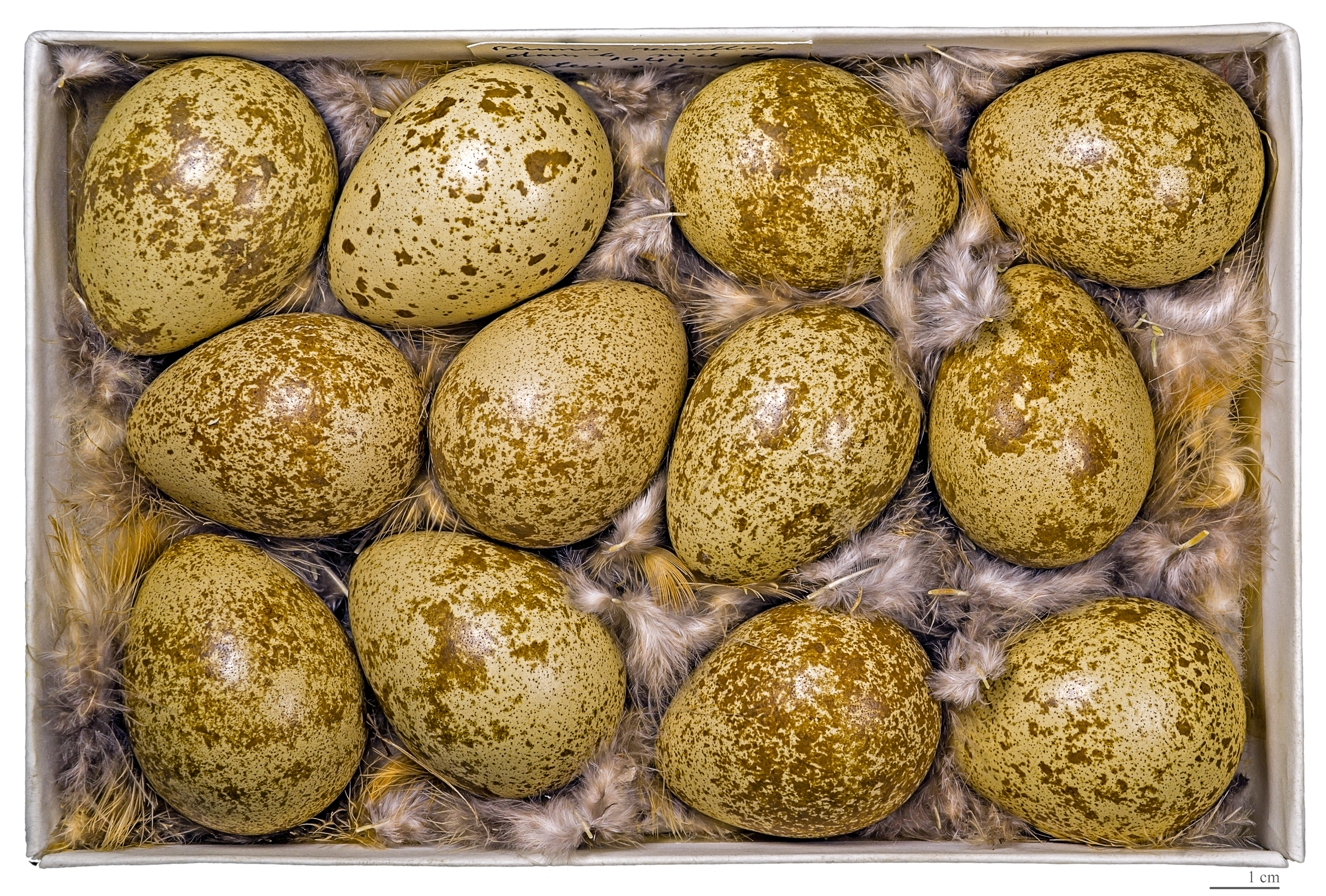
Huevos de Alectoris rufa rufa.

El inicio del proceso reproductivo de la perdiz roja comienza en los meses de enero y febrero, cuando en las bandadas de esta especie los machos polígamos comienzan a cortejar a las hembras. En esta época del año se producen numerosos y violentos combates entre los machos, que buscan la posesión de las hembras. El apareamiento comienza en los meses de marzo o abril. Una vez que la primera hembra ha sido fecundada, el macho se aleja de ella en busca de nuevas compañeras. Una vez fecundadas, las hembras comienzan la búsqueda de un refugio en el suelo, normalmente depresiones ocultas, setos, surcos de los sembrados, raíces de árboles, matorrales, etc., donde depositarán sus huevos.
Por lo general, la nidada está formada por una cantidad de huevos que oscila entre doce y dieciocho. Los huevos son de un tamaño que se puede considerar como grande si se tiene en cuenta las dimensiones comunes de una hembra de perdiz roja. La forma de los huevos es ovoidea, redondeada en los dos casquetes, con color de fondo amarillento rojizo salpicado de pequeñas manchas marrones oscuras. Estos huevos son de una notable consistencia, hecho que probablemente se encuentre vinculado con la escasa protección que les brinda el tosco nido en el que son incubados.
La incubación de los huevos de la perdiz roja es llevado a cabo por la hembra y, a veces, por el macho, y tiene una duración aproximada de veintitrés días, al cabo de los cuales nacen los polluelos. Al poco de abandonar el huevo dejan el nido siguiendo a su madre, y enseguida se encuentran en condiciones de buscar el alimento por sí mismos, aunque bajo la atenta vigilancia de su progenitora. Los perdigones no tardan demasiado en iniciarse en la práctica de correr y volar, encontrándose en condiciones de llevar a cabo estas actividades con perfección en un período inferior a un mes. A diferencia de los ejemplares adultos, los polluelos de la perdiz roja se alimentan principalmente de larvas de insectos, pequeños moluscos de agua dulce, gusanillos terrestres y pequeños granos, que pueden triturar con su pico. A medida que crecen y se desarrollan, las perdices rojas pasan a ser cada vez más granívoras.

## Amenazas y conservación
Entre las amenazas que sufre esta especie se encuentra la alteración de su hábitat, los cambios en la agricultura tradicional o el uso de pesticidas. Además, se ha comprobado que la suelta para caza de perdiz griega o perdiz chucar producen híbridos con alteraciones de comportamiento y reproducción, suponiendo una amenaza para la preservación de la especie. Según datos de Fundación Artemisan, se estima que durante los últimos quince a veinte años las poblaciones de perdiz roja silvestre en España han disminuido en un 33%. Por este motivo han puesto en marcha el Proyecto Rufa, que consiste en crear una red de cotos de caza y fincas demostrativas en los que se implementan medidas de gestión agraria y cinegética cuya eficacia es ya conocida (Cita requerida), compatibilizando la rentabilidad agraria y la conservación de la biodiversidad. En este proyecto se han implicado gestores, sociedades locales de cazadores y administraciones públicas de todas las regiones de España.